# Conseil du roi de France
 (décembre 2014).
XIIe siècle - 10 août 1792
Conseil exécutif provisoire
Le Conseil du roi était un ensemble d'organes collégiaux de l'Ancien Régime, institutionnalisés et permanents chargés de préparer les décisions du roi de France et de le guider de leurs avis. 
La formule « Car tel est notre plaisir » n'était pas appliquée arbitrairement, mais après consultation. Charles V devait poser le principe, respecté par tous ses successeurs, selon lequel le roi ne décide qu'après « bonne et mûre délibération ».

## Historique
Avant de prendre des décisions importantes, les souverains du royaume de France ont consulté leur entourage, ce qu'on appelait la familia. Mais ce n'est que vers le XIIe siècle qu'apparaît dans les actes royaux un organe consultatif institutionnalisé, le Conseil.
Le Conseil est la matérialisation organique et permanente de l'institution du conseil, élément capital de la monarchie capétienne. Le conseil est, pour le roi, le droit d'appeler auprès de lui qui bon lui semble, pour le seconder et le guider de ses avis. Symétriquement, le conseil est un devoir pour tous les sujets du roi et, plus particulièrement, pour les premiers d'entre eux, et ce qu'ils soient consultés individuellement ou collectivement (en corps).
Le gouvernement par conseil, principe essentiel du gouvernement monarchique en France, s'appuie sur des institutions intermittentes, comme les états généraux, et sur une institution permanente, le Conseil.

### DuXIeauXVIesiècle

#### La composition du Conseil et son évolution

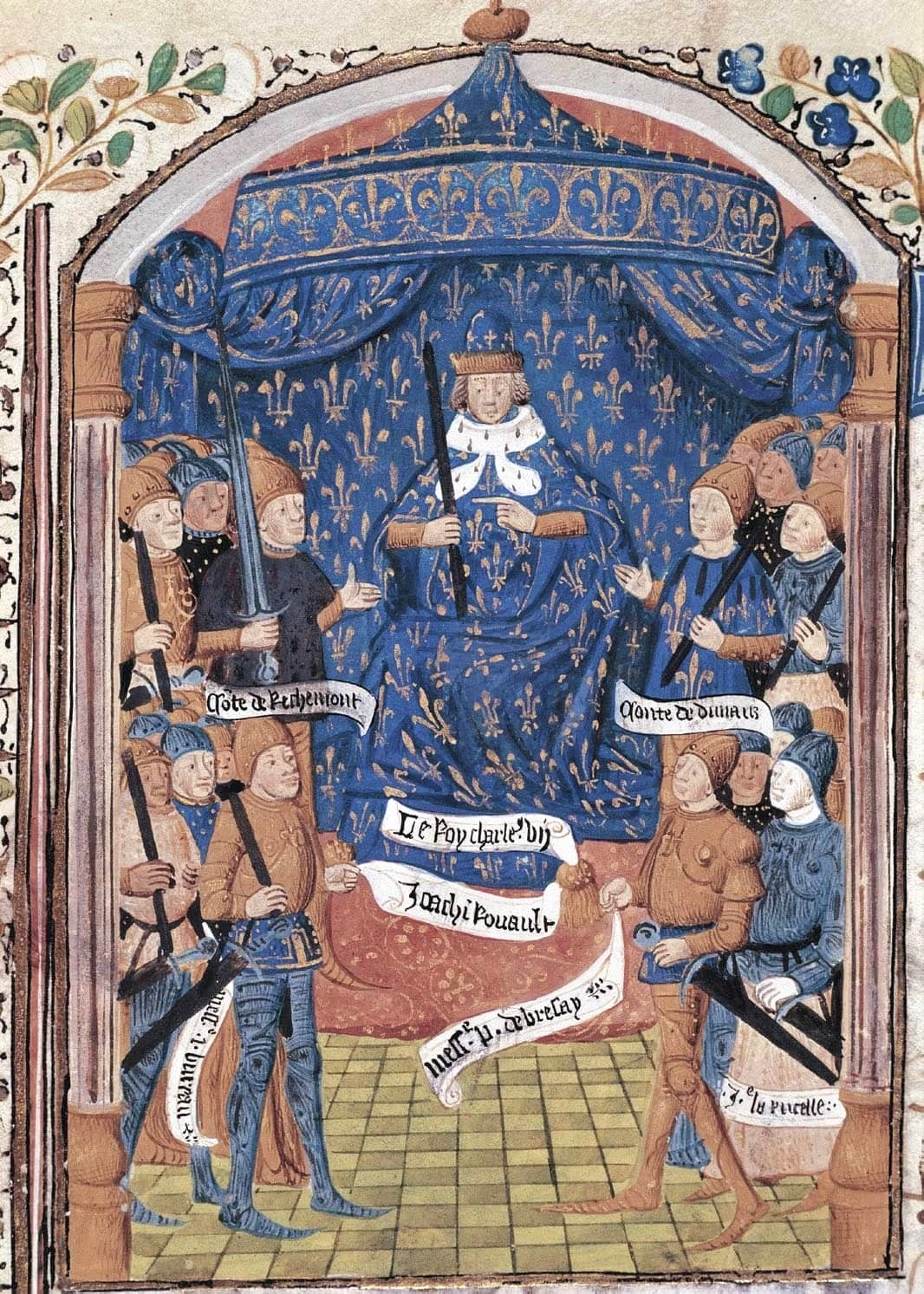
Charles VII (roi de France) entouré de son conseil de guerre.
Enluminure ornant un manuscrit du XVe siècle, Rouen, Bibliothèque municipale.

La composition du Conseil n'a cessé de varier au fil du temps, en fonction de la volonté du roi :
- la reine, qu'il s'agisse de la reine régnante ou de la reine mère, perd en France dès le XIIIe siècle toute influence politique directe, sauf pendant les périodes de minorité royale ; elle ne siège donc pas au Conseil, sauf exceptions ;
- les rois tendent également à écarter du Conseil leurs proches parents que sont les fils et petit-fils de France (fils ou petit-fils d'un roi régnant) et les princes du sang (appartenant à des branches cadettes) car ces personnages ont souvent de l'ambition politique et tendent à intriguer ;
- en revanche, le roi associe aux travaux de son Conseil son héritier (le Dauphin), lorsqu'il est en âge d'y participer ;
- les grands, laïcs ou ecclésiastiques, sont de plus en plus fréquemment réunis et consultés ; l'élément féodal et aristocratique conserve une part importante au Conseil jusqu'aux XIVe siècle et XVe siècle, certains rois – Louis X, Philippe VI, Jean le Bon, Charles VI – ne parvenant pas à le réduire, à la différence d'autres monarques – Charles V, Louis XI, François Ier. Au XVIe siècle, de grands personnages sont appelés au Conseil en raison de leur compétence par un brevet spécial (conseillers à brevet) : feudataires, dignitaires de l'Église, présidents de cours souveraines ;
- enfin, au sein du Conseil, on assiste à la montée irrépressible des juristes, appelés légistes (parce qu'ils ont étudié la lex, c'est-à-dire le droit romain), généralement formés par l'université de Paris. La technicité croissante des matières portées devant le Conseil y conduit naturellement. Issus de la petite noblesse ou de la bourgeoisie, les légistes aident à préparer et mettre en forme juridique les décisions du Roi. Ils forment autour de ce dernier une équipe compétente de techniciens qui formeront progressivement l'ossature d'une haute fonction publique. Par ailleurs, par leur stabilité, ils incarnent la continuité de l'institution royale et introduisent un élément de permanence dans un Conseil dont la composition est fréquemment remaniée. Ces conseillers, appelés conseillers d'État à partir du règne d'Henri III, sont assistés par des auxiliaires (les maîtres des requêtes).

Dans les périodes troublées, l'effectif du Conseil tend à s'accroître (une centaine de conseillers sous Charles IX, aux pires moments des guerres de religion). Soucieux d'efficacité, les rois s'efforcent ensuite de réduire l'effectif (12 membres sous Charles V) ou convoquent des conseils restreints.

#### Les attributions et le fonctionnement du Conseil
Le Conseil n'a qu'un rôle consultatif, la décision finale revenant toujours au roi. Si les légistes insistent, surtout au XVIe siècle, sur les avantages du gouvernement en conseil – éclairé par ses conseillers, le roi peut imposer des décisions plus sévères ; il peut faire porter à ses conseillers la responsabilité des décisions impopulaires – il ne fut jamais soutenu que le roi était lié par la délibération du Conseil, sinon par les états généraux de 1355-1358 ou par les huguenots ou les ligueurs dans la seconde moitié du XVIe siècle
La vocation du Conseil est générale et s'étend à toutes les questions intéressant le gouvernement et l'administration du royaume, en temps de paix comme en temps de guerre. Au Conseil, le roi reçoit les ambassadeurs, signe les traités, nomme les administrateurs et leur donne des instructions (appelées, à partir du XIIe siècle, mandements), élabore les lois du royaume (appelées ordonnances). Le Conseil agit également comme cour suprême, où se rend la justice royale (dite « retenue ») sur les affaires que le roi se réserve ou décide d'évoquer devant lui.
Les réunions du Conseil, d'abord irrégulières, prennent un rythme régulier, qui devient quotidien au milieu du XVe siècle.

#### Le sectionnement du Conseil
Dans le principe, le conseil ou parlement des rois féodaux se composait des grands officiers de la couronne et des pairs du duché de France. Finances, justice, administration relevaient de cette assemblée. Les affaires se multipliant, il fallut diviser les fonctions. Progressivement, le conseil se spécialise en formations différentes selon la nature des affaires à traiter (sectionnement).
Dès le XIIIe siècle, on peut ainsi distinguer un Conseil étroit ou Conseil secret, très restreint en nombre, et un Conseil plus vaste, qui prend de ce fait le nom de Grand Conseil. Le Conseil proprement dit prend le nom de Conseil ordinaire ou Conseil d'État et perd une partie de son prestige, d'autant que le roi n'y paraît plus qu'irrégulièrement. En son absence, il est présidé par le chancelier. Il comprend 50 à 60 membres.
En 1302, Philippe le Bel partagea l'ancien parlement en trois conseils : grand conseil ou conseil étroit pour les affaires politiques, parlement pour l'administration de la justice, et chambre des comptes pour l'examen de la comptabilité du royaume. Le grand conseil lui-même avait des attributions très diverses, il était à la fois conseil politique et tribunal.

#### Conseil secret (Conseil des ministres)

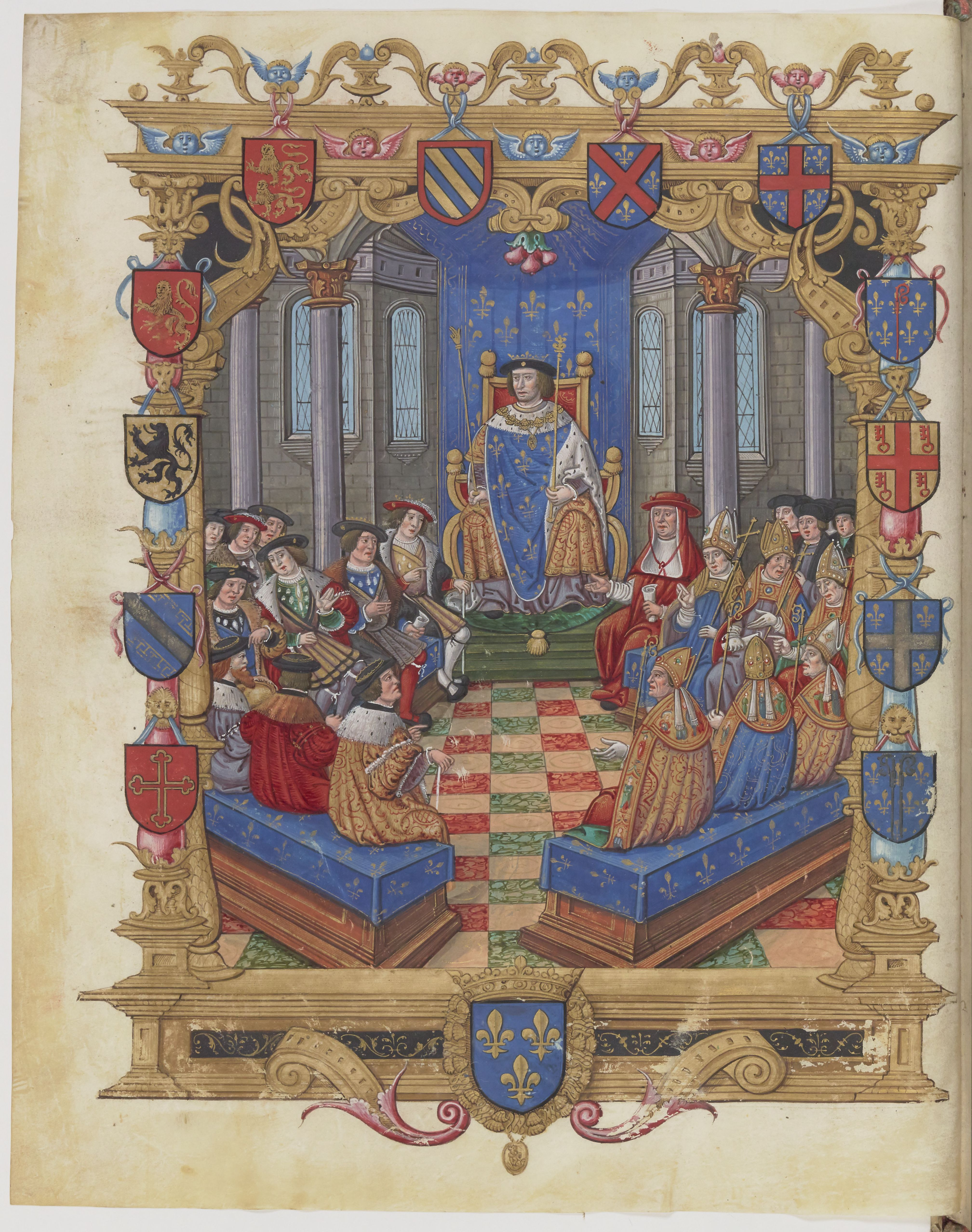
François Ier (roi de France) présidant un lit de justice.
Miniature en frontispice du Registre du procès criminel du connétable de Bourbon, vers 1528-1535, Paris, BnF, département des manuscrits, Ms. Français 5109,.

Quant aux affaires politiques, elles étaient réservées au conseil d'en haut, composé d'un petit nombre d'hommes d'État, au choix du roi. Cette réforme permet au Conseil de se recentrer sur les affaires politiques et administratives. Mais même avec des attributions ainsi réduites, le besoin se fait sentir de créer des formations spécialisées. 
François Ier crée un Conseil des Affaires, formation restreinte comprenant le chancelier, un secrétaire des commandements (ancêtre des secrétaires d’État) et quelques proches. C'est cette formation, assez informelle, qui se prononce sur la politique générale, la diplomatie, la guerre.
Le conseil d'en haut était distinct du conseil d'État. On y traitait exclusivement les affaires politiques. Il répond à ce qu'on appelle aujourd'hui conseil des ministres. En outre, le conseil d'en haut avait un droit de juridiction : il jugeait les appels du conseil d'État.
Les arrêts du conseil d'en haut étaient contre-signés par un secrétaire d'État.

#### Grand Conseil (Conseil d'État)
Sous Charles VII, on voit apparaître une section spécialisée dans les affaires contentieuses. Une ordonnance de Charles VIII de 1497, confirmée par Louis XII en 1498, l'institutionnalise sous le nom de Grand Conseil : celui-ci devient une véritable cour de justice souveraine, où le roi ne vient d'ailleurs jamais, composée d'un personnel propre et chargée de statuer sur toutes les affaires contentieuses soumises directement au roi (justice retenue). Charles VIII divisa ses attributions. Le grand conseil proprement dit resta une cour de justice qui jugeait certains procès réservés et spécialement les questions relatives aux bénéfices ecclésiastiques.
Le conseil d'État se composa de quatre sections, dont l'organisation définitive fut due à Richelieu : l'une judiciaire, où les conseillers d'État, sous la présidence du chancelier, prononçaient sur le rapport des maîtres des requêtes. Ce tribunal jugeait surtout les conflits de juridiction. Deux autres sections du conseil d'État formèrent le conseil des finances et le conseil des dépêches ou de l'intérieur.
À partir de 1560, une nouvelle section est chargée des affaires financières : le Conseil des finances, qui revient au sein du Conseil vers 1600 avec le nom de Conseil d'État et des finances. 
Au XVIe siècle, le Grand Conseil s'étant complètement détaché de la personne du roi pour devenir une cour autonome, les plaideurs obtiennent que le monarque évoque certaines causes de justice directement en son Conseil. Ces procès sont jugés lors de séances spéciales qui donnent naissance à une nouvelle section du Conseil d'État, chargée des affaires contentieuses, qui prend le nom de Conseil privé ou Conseil des parties. En théorie, le roi y rend la justice avec ses conseillers ordinaires ; en fait, ce conseil est présidé par le chancelier et doté d'un personnel spécialisé qui ne siège que là (les cinq présidents du Parlement de Paris, les maîtres des requêtes qui rapportent les affaires, les avocats et procureurs qui représentent les parties). Il statue en cassation sur les jugements des cours souveraines, y compris le Grand Conseil, les évocations, les règlements de juges, les différends relatifs aux offices royaux et aux bénéfices ecclésiastiques, les rapports entre catholiques et protestants, etc.

### L'époque classique

Le Roi dans son Conseil, arbitre de la paix et de la guerre, gravure, 1682.

De 1661 à la Révolution française, le pouvoir se partageait entre le conseil du roi, de 130 personnes environ, et un petit groupe de ministres et secrétaires d'État. 
Les sections de gouvernement, les plus importantes, étaient présidés par le roi en personne. Le monarque écoutait beaucoup, s'alignait souvent sur l'avis de la majorité, contrairement aux opinions répandues. Selon Saint-Simon, Louis XIV n'est allé que six fois contre l'avis de son conseil (la méfiance que nourrissait Saint-Simon envers la politique du Roi-Soleil accrédite ce propos). 

#### Unicité du Conseil, multiplicité des formations
Le Conseil du roi s'était segmenté dès le XVIe siècle en de nombreuses sections, que l'on peut rassembler en trois grandes catégories : les conseils de gouvernement, les conseils de finances et les conseils de justice et d'administration. Le conseil du roi compte également des commissions ou bureaux.
Juridiquement, ces différentes sections ne sont que des avatars d'un seul et même Conseil. Même lorsque le roi n'y paraît pas, il est censé les présider. Tous les arrêts du Conseil, de quelque section qu'ils émanent, expriment sa volonté. Simplement, ils portent la formule « Le Roi en son Conseil » lorsque le roi n'était pas présent et « Le Roi étant en son Conseil » lorsqu'il était physiquement présent.

#### Le comité des ministres
Les réunions du Conseil étaient préparées d'abord dans les services ministériels, puis dans le travail du roi avec ses ministres. Mais l'habitude se prit de préparer les délibérations du Conseil dans des réunions où s'assemblaient en dehors de la présence du roi tous les membres du Conseil d'en-haut ou du Conseil des Dépêches : on appelait Comité des ministres cette réunion, qui avait eu des antécédents sous Louis XIV et sous la Régence, mais qui se régularisa au début de 1737, lorsque le cardinal de Fleury eut fait disgracier le garde des sceaux Germain Louis Chauvelin, qu'il avait notamment chargé d'harmoniser l'action des ministères. Plutôt que de confier cette tâche à quelqu'un d'autre, il décida de l'exercer lui-même en Comité des ministres. Ces comités eurent lieu tous les lundis jusqu'à la mort de Fleury.
Louis XV avait conscience du risque que présentaient ces réunions, qui pouvaient devenir, à la longue, de véritables conseils de cabinet. À partir de 1747, il décida que le Comité des ministres ne pourrait s'assembler que sur son ordre exprès, le plus souvent pour la mise en œuvre des décisions déjà prises par le Conseil. Ces réunions devinrent, dès lors, beaucoup moins fréquentes.

## Les Conseils de gouvernement

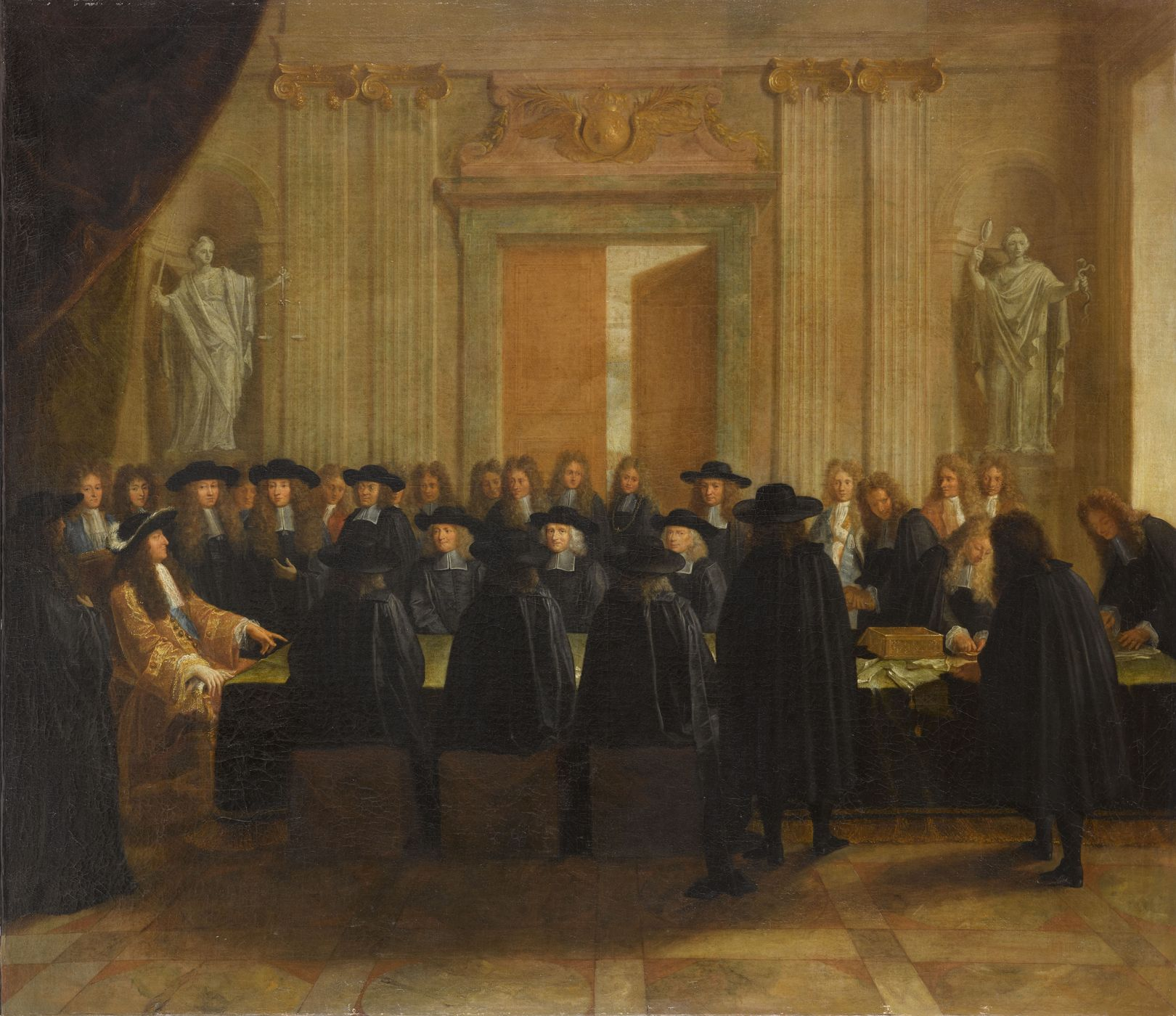
Louis XIV tenant les sceaux en présence des conseillers d'État et des maîtres des Requêtes, huile sur toile anonyme, musée national du château de Versailles, XVIIe siècle.

Les Conseils de gouvernement étaient toujours et exclusivement tenus par le roi en personne. En émanaient des arrêts dits « en commandement ». 
Ces conseils siégeaient dans l'appartement du roi, dans une pièce dite « cabinet du Conseil » qui existait dans tous les châteaux royaux. Les personnes appelées à siéger étaient averties de l'heure fixée par le roi par les huissiers du cabinet. Lorsque le Conseil était réuni, les portes du cabinet du Conseil étaient fermées et gardées à l'extérieur afin que nul ne puisse tenter de surprendre les délibérations, qui étaient secrètes.
Les Conseils s'assemblaient autour d'une table oblongue dont le roi occupait l'un des hauts bouts, seul assis sur un fauteuil tandis que les autres membres s'asseyaient sur des tabourets en forme de pliants. La forme de ces sièges était le symbole du caractère itinérant du Conseil, qui suivait le roi en quelque lieu qu'il se trouvât.
Le roi ouvrait la séance en soulevant une question ou en donnant la parole au rapporteur. Chacun intervenait dans la discussion dans l'ordre ascendant des préséances. La discussion se concluait par le recueil des avis, toujours dans le même ordre (ce qui s'appelait « aller aux opinions »). En définitive, le roi tranchait dans le sens qu'il lui plaisait. Louis XIV s'écartait très rarement de l'opinion majoritaire du Conseil. Louis XV respectait la même règle, préférant interrompre une discussion qui lui semblait s'orienter vers un parti qu'il n'approuvait pas plutôt que d'aller contre l'avis du Conseil.
La durée des séances était rarement inférieure à deux heures. Mais elles pouvaient durer beaucoup plus longtemps en fonction de l'ordre du jour.

### Le Conseil des affaires, dit plus tard Conseil d'en haut ou Conseil d'État
L'appellation « Conseil d'en haut », en vigueur à partir de 1643, vient simplement du fait que ce conseil se réunissait à Versailles dans le cabinet du Conseil, situé au premier étage du palais à côté de la chambre du roi.
Succédant au Conseil des Affaires du XVIe siècle, c'était aussi, sous Louis XIV, le plus important de tous les conseils, regroupant autour du souverain ses conseillers les plus proches, et examinant les affaires les plus importantes. Il était l'ancêtre de l'actuel Conseil des ministres. 
Jusqu'au règne de Louis XIV, il s'agissait d'une formation très réduite qui rassemblait de droit autour du roi le principal ministre d'État (lorsqu'il en existait un), le chancelier, le surintendant des finances, un secrétaire d'État et des conseillers nommés par le roi, les ministres d'État. Sa compétence était très large, quasi illimitée. Au début du règne de Louis XIV, le nombre de ses membres connut une inflation considérable : outre les ministres d'État on y trouvait des membres de la famille royale, les princes du sang, les ducs et pairs. 
Dès 1661, Louis XIV y mit bon ordre : il ne comptait plus de membres de droit mais seulement un nombre très réduit de ministres d'État, dont la participation au Conseil était sujette à réexamen à chaque séance. Au départ, Louis XIV n'admit que trois personnes (Le Tellier, Lionne, Colbert), puis il porta ce nombre jusqu'à 5. Louis XV alla jusqu'à 7 et Louis XVI à 8.
Personne n'entrait de droit au Conseil d'en-haut, pas même le Dauphin. En pratique, le roi le recrutait pour l'essentiel parmi les secrétaires d'État.
Sous le règne de Louis XV, le conseil, communément dénommé Conseil d'État, fut plus particulièrement chargé de la conduite de la politique étrangère, des affaires navales et militaires et, en temps de guerre, des opérations militaires. C'est alors le Conseil des Dépêches qui prit le pas pour toutes les affaires intérieures. 
Le Conseil d'État se tenait le dimanche et le mercredi, mais des séances extraordinaires étaient fréquentes, notamment en temps de guerre. Au total, le nombre de séances avoisine 120 à 130 par an voire davantage certaines années.

### Le Conseil des Dépêches
Le Conseil des Dépêches réglait les questions d'administration intérieure communes aux secrétaires d'État. On y examinait les affaires rapportées dans des dépêches rédigées par des gouverneurs et intendants des provinces.
Institué vers 1650, il était d'abord présidé par le chancelier, mais le roi se mit à le présider lui-même à partir de 1661. Il comprenait 10 à 12 membres : le principal ministre de l'État (lorsqu'il en existait un), le Dauphin, le chancelier, les ministres d'État et les secrétaires d'État et le contrôleur général des finances, qui en étaient les rapporteurs ordinaires. Des conseillers d'État, assistés de maîtres des requêtes, venaient fréquemment rapporter sur des affaires judiciaires qui leur avaient été confiées.
Le Conseil siégeait d'abord deux fois par semaine. Mais ce rythme ralentit sous Louis XIV, le roi ayant pris l'habitude d'évoquer la plupart des affaires en relevant lors de son travail en tête-à-tête avec les ministres, les décisions prises étant présentées sous forme d'arrêts en commandement alors même qu'elles n'avaient pas été délibérées en Conseil.
Sous Louis XV, le Conseil des Dépêches reprit son activité et finit par devenir, pour les affaires intérieures, l'équivalent du Conseil d'En-haut pour les affaires extérieures. Il se réunissait tous les samedis – exceptionnellement le vendredi – mais tenait aussi des sessions extraordinaires, parfois plusieurs jours de suite, comme ce fut notamment le cas sous Louis XV au moment de la fronde parlementaire. Il tenait ainsi une cinquantaine de séances par an et jusqu'à 70 certaines années de crise.

### Le Conseil royal des finances
Le Conseil royal des finances était un conseil de gouvernement créé par Louis XIV et institué par le règlement de Fontainebleau du 15 septembre 1661 pour l'assister dans les fonctions de surintendant des finances, qu'il avait décidé d'exercer lui-même après le renvoi de Nicolas Fouquet.
Sa compétence était vaste, et concernait le budget, la fiscalité, l'industrie, le commerce, la monnaie, les baux de la ferme générale, etc. Y étaient délibérés le brevet de la taille (qui en fixait le montant global), l'état prévisionnel (le budget), signés les ordres de paiement, jugés de nombreux contentieux financiers (en matière fiscale notamment).
Il réunissait le roi, le chef du Conseil royal des finances (personnage décoratif mais largement rémunéré), le dauphin, parfois le chancelier de France, le contrôleur général des finances, quelques conseillers d'État (en général deux), puis les intendants des finances. Ce Conseil était alors présidé directement par Louis XIV ou, le cas échéant, par le chef du Conseil royal des finances en cas d'absence du roi. 
Jusqu'en 1715, le Conseil royal des finances se réunissait deux fois par semaine. Mais assez rapidement, les décisions importantes furent prises par le roi en tête-à-tête avec le contrôleur général, le Conseil se bornant à les endosser sans véritable débat.
De 1715 à 1720, il est remplacé par le Conseil de finances, un des conseils particuliers de la polysynodie.
Sous la Régence, puis sous Louis XV, le Conseil royal des finances se réunissait tous les mardis. Mais à partir des années 1728-1730, il ne parvint plus à tenir le rythme hebdomadaire. Dans la décennie 1730-1740, il ne siégeait plus qu'une fois tous les quinze jours en moyenne, puis une fois par mois à partir des années 1755-1760. « Ce dépérissement apparemment inéluctable eut une cause majeure dans le fait que le contrôleur général était l'unique rapporteur dans ce Conseil : il y donnait aux affaires la tournure qu'il avait forgée dans son cabinet. Comme ces affaires résultaient d'une multitude de détails que les autres membres du Conseil ne possédaient pas comme lui, la décision était comme inévitablement conforme à son avis. Puisque le rapporteur décidait tout, à quoi bon réunir le Conseil ? Le travail du roi et la besogne des bureaux suffisaient » (Michel Antoine).

### Le Conseil royal de commerce
Il fut créé en 1664 pour dédoubler le Conseil royal des finances, mais disparut en 1676, réapparut en 1730. Il n'arriva jamais à s'imposer au rang des autres sections du Conseil et n'eut une existence réelle qu'éphémère. En 1787, il fut réuni au Conseil royal des finances.

### Le conseil de Conscience
Richelieu avait souhaité sa création et il apparaît sous la régence d'Anne d'Autriche. Il est alors chargé de distribuer des bénéfices ecclésiastiques. Il s'efface finalement face à l'influence croissante des confesseurs successifs du roi. À la Régence, la polysynodie le ressuscite. Il redisparaît cependant en 1718. Un nouveau conseil de Conscience est institué en 1720 par le Régent pour veiller à l'application des mesures concernant la bulle Unigenitus. Il est conservé après 1723 et se réunit le jeudi. Très actif jusqu'en 1730, il voit ensuite son influence rapidement diminuer par l'ascendant pris par le cardinal de Fleury, avant de disparaître définitivement en 1733.
Présidé par le roi, il rassemblait le principal ministre de l'État (lorsqu'il en existait un) et quelques cardinaux et évêques, mais aucun autre ministre.

## Les Conseils de justice et d'administration

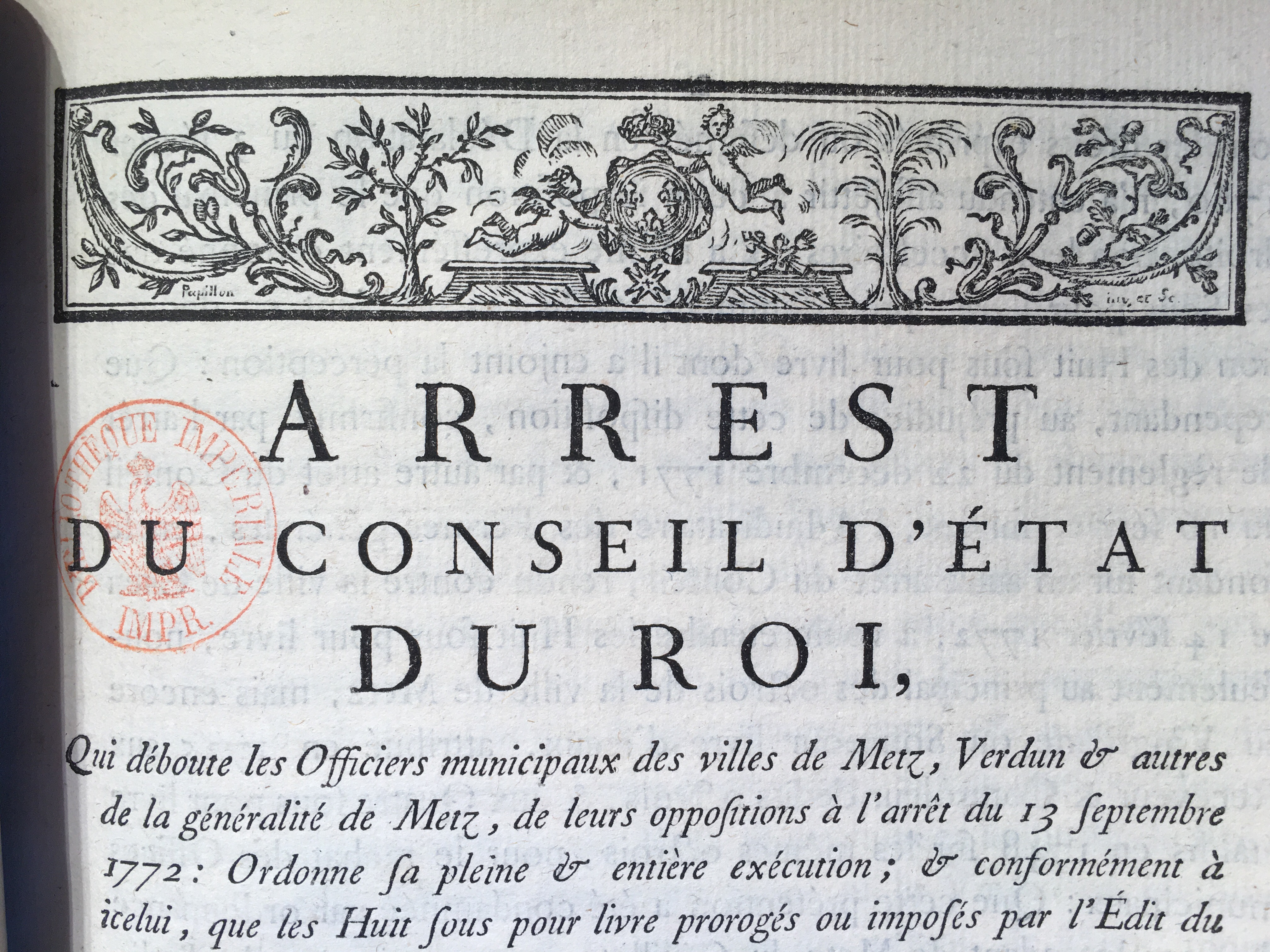
Exemple d'arrêt du Conseil d'Etat du Roi, rendu en 1773

Les formations du Conseil plus particulièrement chargées des affaires contentieuses étaient généralement présidées par le chancelier de France. Le roi n'y venait jamais, mais tous les arrêts qui en émanaient étaient réputés provenir de lui. On disait d'ailleurs du chancelier qu'il était « la bouche du roi ».
En 1661, ces Conseils de justice et d'administration comprenaient quatre formations :
- le Conseil d'État privé ou Conseil des Parties ;
- le Conseil d'État et des Finances ou Conseil ordinaire des Finances ;
- la Grande Direction des Finances ;
- la Petite Direction des Finances.

### Les Conseils de finances

#### Le Conseil d'État et des finances ou Conseil ordinaire des finances
Cette section du conseil, née au tout début du XVIIe siècle avait des attributions générales de gouvernement, mais s'attribuait aussi la direction des finances. 
Le conseil perdit en importance sous le règne de Louis XIII et ne s'occupa plus que des contentieux dans lesquels l'administration royale était partie, agissant en tant que cour suprême pour le contentieux administratif. Il statuait aussi en cassation des arrêts des cours souveraines dans le domaine financier. 
Il était composé comme le Conseil d'État privé (V. infra), mais le contrôleur général y jouait un rôle prépondérant.
Il amorça son déclin en 1665 et disparut entre 1680 et 1690. En effet, le chancelier s'étant vu retirer sa participation à la gestion des finances, Colbert put aisément déposséder les maîtres des requêtes de leur prérogative de rapporter devant le Conseil d'État et des finances pour en charger les intendants des finances. Mais les gens des finances délibéraient collégialement entre eux, ils en vinrent à se considérer eux-mêmes comme une sorte de section du Conseil, permettant de faire l'économie de la délibération du Conseil d'État et des finances.

#### Le Conseil de direction des finances
Cette section du conseil, née en 1615, devint sous Louis XIII la responsable de toute l'administration et la direction financière. Elle disparut avec le règne personnel de Louis XIV en 1661.

### Le Conseil d'État privé, finances et direction
Avant le règne personnel de Louis XIV, le Conseil privé était le seul conseil de justice, mais il reprit à la fin du XVIIe siècle les attributions en matière de contentieux administratif du Conseil d'État et des finances, qui avait disparu en tant que tel. Ce nouveau conseil, le Conseil d'État privé, finances et direction, siégeait en trois sections : le Conseil des parties, la grande direction des finances et la petite direction des finances.

#### Le Conseil privé (ou Conseil d'État privé, ou Conseil des parties)
Ce Conseil ne s'occupait que de contentieux judiciaire : il rendait au niveau suprême la justice entre particuliers en matière civile ou criminelle. Il servait de juge en cas de conflit entre cours souveraines ou entre tribunaux d'ordres différents. Il statuait par voie d'évocation à la place des juges normalement compétents et statuait en cassation des arrêts des cours souveraines. Il connaissait également des recours en révision des arrêts rendus au criminel.
La présence du roi au Conseil privé était tout à fait exceptionnelle (Louis XIV y vint quelquefois au début de son règne et Louis XV n'y parut que deux fois, en 1762 et 1766). Son fauteuil vide symbolisait toutefois sa présence juridique et le conseil était présidé de fait par le chancelier, qui s'asseyait à la droite du fauteuil royal. Il réunissait théoriquement les princes du sang, les ducs et pairs, les ministres d'État, les secrétaires d'État, le contrôleur général des finances, les 30 conseillers d'État, les 80 intendants des finances, les maîtres des requêtes. En fait seuls les conseillers d'État et les maîtres des requêtes y siégeaient régulièrement ainsi que, de temps à autre, les intendants des finances. L'effectif des séances tournait autour d'une quarantaine de membres, rarement plus de soixante. 
Le Conseil privé siégeait le lundi, dans une salle qui lui était réservée, la « salle du Conseil », qui existait dans les principales résidences royales et se trouvait en dehors de l'appartement du roi. À Versailles, elle se trouvait au rez-de-chaussée de la « vieille aile » et donnait d'un côté sur la cour de marbre et de l'autre sur la cour des Princes. Les conseillers d'État s'asseyaient sur des fauteuils garnis de maroquin noir, tandis que les maîtres des requêtes restaient debout. Après la séance, le chancelier retenait à dîner les conseillers (appelés « Messieurs du Conseil »).
Le Conseil privé était en vacances d'octobre jusqu'à la Saint-Martin. Il tenait en moyenne 40 à 45 séances par an et rendait 350 à 400 arrêts.
Avant de venir en séance de jugement, les affaires étaient étudiées par un groupe de conseillers d'État, sur le rapport d'un maître des requêtes. Des bureaux spécialisés étaient constitués en fonction de la nature des affaires (il y avait ainsi un bureau des affaires ecclésiastiques) ou des recours (il y avait un bureau des cassations). Les arrêts des cours supérieures n'étant pas motivés, le Conseil privé commençait par demander au procureur général de la cour qui avait rendu l'arrêt attaqué de lui envoyer les raisons de la décision.
Pour un exemple de révision ordonnée par le Conseil Privé en matière criminelle, on se reportera avec intérêt à l'affaire Hirtzel Lévy, condamné à mort en 1754 par le conseil Souverain d'Alsace.

#### La grande et la petite Direction des finances
Ces deux commissions ordinaires du conseil succédèrent aux fonctions du conseil d'État et des finances en matière d'appel de contentieux fiscaux. 
La grande Direction était la continuation directe du Conseil de direction des finances (V. supra). Mais elle n'eut qu'un rôle effacé, ne se réunissant que 6 à 12 fois par an.
La petite Direction, comprenant une dizaine de personnes, était chargée de préparer le travail de la Grande direction et de la soulager en jugeant les affaires les plus simples. Elle n'eut qu'une activité intermittente et finit par disparaître vers 1767.
Elles sont composées de conseillers d'État et de maîtres des requêtes. La grande Direction est dirigée par le chancelier de France et la petite par le chef du conseil royal des finances.

## Suppression
La loi des 27 avril – 25 mai 1791, relative à l'organisation du ministère, supprime le Conseil du roi,,,,.

#### France
- Institutions du royaume de France
- Conseil privé (Restauration)
- Conseillers du dauphin Charles en 1418
- Conseil d'État (France)
- Ancien Régime

#### Autres pays
- Conseil du roi
- Conseil privé du Roi pour le Canada
- Conseil privé (Royaume-Uni)
- Conseils du roi en Espagne